# Michelle Larcher de Brito
Micaela Larcher de Brito (* 29. Januar 1993 in Lissabon), auch bekannt als Michelle Larcher de Brito, ist eine ehemalige portugiesische Tennisspielerin.

## Leben und Karriere
Im Alter von neun Jahren wanderte Larcher de Brito mit ihrer Familie in die USA aus, wo sie bis Ende 2007 von Nick Bollettieri an der IMG Academy trainiert wurde. Ihr Vater António ist Portugiese, er wurde in Angola geboren; ihre Mutter stammt aus Südafrika. Micaela hat zwei ältere Brüder, die Zwillinge Sebastião und Sergio. 2008 wurde sie von der Fundação Luso-Brasileira (portugiesisch-brasilianische Stiftung) mit dem Preis der Offenbarung geehrt.
Micaela Larcher de Brito begann im Alter von drei Jahren Tennis zu spielen, als ihr Vater, der sie noch immer trainiert und betreut, sie in einen Club in Lissabon mitnahm.
Für Aufsehen sorgte die Tochter 2009, als sie im Alter von 16 Jahren als Qualifikantin die dritte Runde der French Open erreichte. In Wimbledon stand sie 2013 und 2014 ebenfalls in Runde drei.
Seit 2009 spielt Larcher de Brito für die portugiesische Fed-Cup-Mannschaft, für die sie in 48 Partien bislang 25 Siege verbuchen konnte.
Ihr bislang letztes internationale Turnier spielte Larcher de Brito im März 2018.

## Abschneiden bei Grand-Slam-Turnieren

### Einzel
| Turnier         | 2009 | 2010 | 2011 | 2012 | 2013 | 2014 | Karriere |
| --------------- | ---- | ---- | ---- | ---- | ---- | ---- | -------- |
| Australian Open | —    | —    | —    | —    | 1    | —    | 1        |
| French Open     | 3    | —    | —    | —    | —    | 1    | 3        |
| Wimbledon       | 2    | 1    | —    | —    | 3    | 3    | 3        |
| US Open         | 2    | 1    | —    | —    | 2    | —    | 2        |

## Besonderheiten
Bei vielen Schlägen stöhnt Larcher de Brito sehr laut und lange. Messungen bei den French Open im Jahr 2009 ergaben eine Lautstärke von bis zu 109 Dezibel. Damit war sie damals die lauteste „Stöhnerin“ im Profitennis, noch vor Marija Scharapowa mit 101 Dezibel.